# Mimongo
Mimongo – miasto w Gabonie w prowincji Ngounié. Miasto liczyło według spisu z 1993 roku 2400 mieszkańców, według szacunków na 2008 rok liczy ok. 4079 mieszkańców.